# Vangélis Móras
Vangélis Móras (en grec moderne : Βαγγέλης Μόρας), né le 26 août 1981 à Larissa, est un footballeur international grec évoluant au poste de défenseur pour le Panetolikós FC.

## Biographie
Vangélis Móras commence sa carrière professionnelle en 1999 à l'AEL Larissa. Deux ans plus tard, il rejoint l'AO Proodeftiki avec lequel il accède en première division du Championnat de Grèce de football. En 2003, il s'engage avec l'AEK Athènes FC avant de rejoindre l'Italie et le Bologne FC 1909 en 2007.

Le joueur grec participe aux Jeux olympiques de 2004 où l'équipe de Grèce espoirs est éliminée dès la phase de groupes. Il est sélectionné pour la première fois en équipe de Grèce de football en 2009 et fait partie du groupe des vingt-trois sélectionnés pour la Coupe du monde de football de 2010.